# 油布志行
油布 志行（ゆふ もとゆき、1965年（昭和40年）8月31日 - ）は、日本の大蔵・財務・金融官僚。

## 経歴
福岡県出身。1989年東京大学法学部卒業。国家公務員採用Ⅰ種試験（法律）に合格し、同年4月大蔵省入省。
2004年から2008年までコーポレートガバナンスを勉強するため、OECD（経済協力開発機構）に派遣され、OECDコーポレートガバナンス原則を所管する部署に配属されてガバナンス改善に向けた啓発・支援プロジェクトを担当した。2014年のスチュワードシップ・コードや2015年のコーポレートガバナンス・コード（CGコード）の策定に事務方として尽力した。また、2012年からは総合政策室長として、NISA（少額投資非課税制度）の導入を担当した。

## 年譜
基本的な出典
- 1989年04月：大蔵省採用（証券局総務課）[4]
- 1991年06月：コロンビア大学留学[4]。コロンビア大学MIA（国際関係論修士）[2]
- 1993年07月：大蔵省関税局総務課[4]
- 1995年07月：国税庁大阪国税局伊丹税務署長[4]
- 1996年07月：大蔵省大臣官房文書課課長補佐
- 1997年07月：国税庁名古屋国税局総務部総務課長
- 1999年07月：金融監督庁監督部監督総括課課長補佐
- 2000年07月：金融庁監督部総務課課長補佐
- 2001年
  - 01月：金融庁監督局総務課課長補佐
  - 07月：財務省大臣官房文書課課長補佐
- 2003年07月：財務省大臣官房信用機構課課長補佐
- 2004年06月：財務省大臣官房付（派遣職員経済協力開発機構）
- 2008年
  - 07月：金融庁総務企画局総務課企画官
  - （併）金融庁総務企画局政策課政策調整官
- 2009年07月：（併）金融庁総務企画局政策課広報室長
- 2010年07月：金融庁総務企画局企画課調査室長
- 2011年
  - 08月：金融庁総務企画局企画課研究開発室長
  - （併）金融庁総務企画局政策課金融税制室長
- 2012年
  - 07月：（併）金融庁総務企画局政策課総合政策室長
  - 09月：金融庁総務企画局政策課総合政策室長
- 2013年06月：金融庁総務企画局企業開示課長
- 2015年07月：金融庁総務企画局参事官（総合政策・国際金融センター担当）
- 2016年06月：金融庁総務企画局参事官（総合政策担当）
- 2017年07月：金融庁総務企画局参事官（総合政策・資産運用担当）
- 2018年07月：金融庁総合政策局審議官（監督局担当）
- 2019年07月：金融庁総合政策局審議官（開示担当）
- 2020年
  - 07月：金融庁総合政策局審議官（市場担当）
  - （併）金融庁公認会計士・監査審査会事務局長
- 2021年07月8日：金融庁証券取引等監視委員会事務局長[5][6]
- 2023年07月04日：金融庁総合政策局長[7][8]
- 2024年07月05日：金融庁企画市場局長[9][10]
- 2025年07月01日：辞職[11]